# Адлер Мангайм
«Адлер Мангайм» (нім. Adler Mannheim — Орли Мангайма, назва з 1994 року) — хокейний клуб з міста Мангайм, Німеччина. Заснований у 1936 році як «Маннгаймер ЕРК» (МЕРК), з 1994 року — «Адлер Мангайм». Клуб був одним із засновників Німецької хокейної ліги.
Домашні матчі команда проводить з 2005 року на «САП-Арені» (13600 глядачів). Офіційні кольори клубу синій, білий та червоний.

## Історія

### Створення та становлення клубу, сезони 1936— 1943

Логотип клубу

Олімпійський чемпіон Уґо Штраус заснував у 1936 році гребний клуб «Маннгаймер РК», при якому діяла ковзанка. Отримавши місце навесні 1938 року, почалось будівництво ковзанки, яка відкрилась в 1939 році в парку Фрідріх. 83 члени клубу заснували 19 травня 1938 року спортивний клуб з льодового та роликового хокею, який узяв участь у першому сезоні чемпіонату Німеччини 1938/39 років. Першу гру Мангайм провів 19 лютого в присутності 5000 глядачів у парку Фрідріх проти чинного німецького чемпіона СК Ріссерзеє.
З 1941 до 1943 року клуб діставався фіналу чемпіонату Німеччини, а 1942 — півфіналу. Чемпіонати 1944 та 1945 було скасовано у зв'язку з Другою світовою війною.
У червні 1943 року стадіон був зруйнованим під час повітряного нальоту, після чого відновленим.

### Сезони 1949— 1965
Після Другої світової війни, в 1949 році, клуб проводив товариські матчі з іншими командами регіону. З 1951 року команда знову брала участь у регулярному чемпіонаті Ліги Вюртемберг, і вже в 1954 році виграла чемпіонат і підвищилась у класі. На чолі колективу тоді був граючий тренер Курт.
1958 року «МЕРК» стає одним з членів-засновників хокейної ліги. Хоча це були часи панування таких клубів, як ЄВ Фюссен, СК Ріссерзеє і ХК Бад Тольц, команда зуміла посісти третє місце в сезонах 1958/59, 1962/63 і 1964/65 .

### Сезони 1965— 1978

Логотип клубу

З середини 1960-х «Маннгаймер ЕРК» грали в Бундеслізі, та в сезоні 1970/71 команда, маючи лише три перемоги за сезон та відвідуваність матчів в 300 глядачів, вилетіла до другої Бундесліги.
1976 року починають будувати нову, більш конкурентоспроможну команду, яка зможе грати на вищому рівні. І це, нарешті, дало результат — у 1978 році хокеїсти Мангайма завоювали право грати в Бундеслізі.

### Сезони 1978— 1990
При обмеженому бюджеті створити команду рівня Бундесліги намагається тренер Вайзенбах. Для цього він вирушив до Північної Америки, щоб спеціально шукати гравців з німецьким корінням. Гарольд Крейс, Манфред Вольф, Рой Роджер і Пітер Ашерл — гравці того часу.
Перед початком сезону (1980) команду, у складі якої вже були Рон Андрюфф, Холгер Майтінгер, Маркус Кюхл, а також Пітер Обреса, підсилили нові гравці. У складному режимі провівши всі матчі сезону, команда показала високу витривалість і вперше змогла виграти чемпіонат Німеччини. Перемогу було здобутр в передостанньому матчі в Берліні. Таким чином, для Мангайма останній матч проти Кельну став формальністю.
Перед початком нового сезону команду очолив чехословацький спеціаліст Ладіслав Олійник.
1981 року чемпіонат уперше пройшов за новою системою — після основного турніру розігрувався плей-оф. У 1983 році стає віце-чемпіоном, після програшу у фіналі ЕБ Ландсхут. У наступному сезоні МЕРК посіли, вперше у своїй історії, в основному раунді перше місце, але потім, програвши у півфіналі, в кінцевому підсумку стали третіми. У 1985 році клуб вийшов утретє за чотири роки до плей-оф.
Наступного року Олійник переїхав до Розенгайму. Крім того, покинули команду Манфред Вольф, Рой Роджер і Андреас Нієдербергер. Омолоджена команда не змогла компенсувати всі втрати, тому президент Гельмут Мюллер, після десяти успішних років, оголосив про свою відставку. Лише через один рік до команди повернувся її тренер Л. Олійник. Разом з його поверненням прийшли і нові успіхи. «Мангайм ЕРК» у сезоні 1986/87 знову грає у фіналі, але поступається Кельну. У наступному сезоні вони вже зустрічаються з Кельном у півфіналі. Реванш не вдався і МЕРК посів в підсумку третє місце, перегравши в серії «Дюссельдорф ЕГ». У 1989 році команда програла матч за третє місце Кельну і посіла четверте місце.

### Загроза банкрутства й створення Німецької хокейної ліги (DEL) (сезони 1990— 1996)
На початку нового десятиліття Ладіслав Олійник покинув «Маннгаймер ЕРК». В наступні роки команда балансувала між п'ятим і сьомим місцями.
Навесні 1994 року хокей в Мангаймі опинився на межі зникнення, оскільки борги клубу зросли до восьми мільйонів марок. Кризу було вирішено тільки тому, що гравці відмовилися від 30 відсотків своєї зарплати, а найдорожчі, такі зірки, як Їржі Лала і Петер Драйзайтл, перейшли до інших клубів. Після закінчення 1993/94 сезону було засновано Німецьку хокейну лігу. Для задоволення потреб професійного хокею команда МЕРК перейшла до нового спонсора і грає з того часу під ім'ям «Адлер Мангайм».
У перший же сезон DEL молода команда посіла в попередньому раунді третє місце, але програла у чвертьфіналі майбутньому чемпіону Кельну. У 1996 році команда посіла шосте місце, програвши знову у чвертьфіналі.

### Сезони 1996— 2015
З прийняттям нових Законів ЄС (Правило Босмана), відповідно до якого громадяни ЄС можуть вільно вибирати свій клуб, керівництво Мангайма швидко відреагувало на зміни в законодавстві та взяло гравців із Франції, Австрії, Італії та Бельгії. Таке підкріплення дало результати — в сезоні 1996/97 команда вдруге виграла чемпіонат Німеччини, і вперше з моменту створення DEL. Єдиним гравцем команди-чемпіона 1980 був капітан Гарольд Крайс, який згодом завершив свою кар'єру гравця.
Рік по тому титул був успішно захищений. Після першого раунду команда посіла лише четверте місце, але в плей-оф команда виграла фінальну серію в Берліна. Гравець Мангайма Філіпп Бозон був названий в лізі — гравцем року. Сезон 1998/99 команда закінчила на третьому місці, але, здобувши перемоги в плей-оф, Мангайм втретє поспіль виграв чемпіонат.
Наступний сезон був роком змін. Команду покинув тренер Ленс Нетері, а також деякі з найкращих виконавців у останні роки. Місце тренера посів канадський спеціаліст Кріс Валентайн. Зрештою, команда вилетіла в чвертьфіналі. Єдиною світлою плямою з точки зору клубу був Ян Алстон, який став найкращим бомбардиром німецької хокейної ліги з 74 очками. В команді знову відбулись зміни на багатьох позиціях, і новий тренер Білл Стюарт виграв чемпіонат 2000/01 з новим рекордом Ліги, здобувши 115 очок в 60 іграх.
Влітку 2001 року менеджмент клубу ліквідовує загрозу банкрутства. Мангайм в сезоні 2001/02 доходить до фіналу, де поступається Кельну. 2003 року знову не пройшли в півфіналі акул з Кельну, але вперше виграли Кубок Німеччини. У наступному році команда посіла лише шосте місце, в чвертьфіналі поступившись Гамбургу.

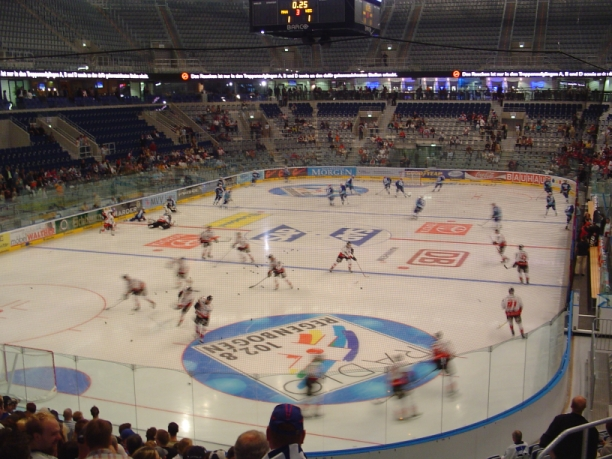
Матч з «Кельнер Гайє» 2005

У сезоні 2004/05, через локаут у Національній хокейній лізі, в клуб прийшли німецькі гравці НХЛ Йохен Гехт і Свен Бутеншон, гравець збірної Франції голкіпер Крістобаль Юе і захисники Енді Делмор і Яннік Трамбле, крайній нападник Ерік Гілі. Однак у регулярному чемпіонаті команда посіла шосте місце. У плей-оф програли Берліну. У сезоні 2005/06 команда мала бюджет у вісім мільйонів євро. Була побудована САП-Арена, котра стала однією з найсучасніших багатоцільових комплексів у Європі. Цей чемпіонат Орли з Мангайма закінчили лише на десятому місці, а плей-оф уперше з моменту своєї появи в німецькому хокеї у 1981 пройшов без них. Хоча команда дійшла до фіналу в Кубку Німеччини з хокею, але тут вони програли Дюссельдорфу. Незважаючи на невдалий сезон, аудиторія нової арени становила 11056 глядачів за гру.

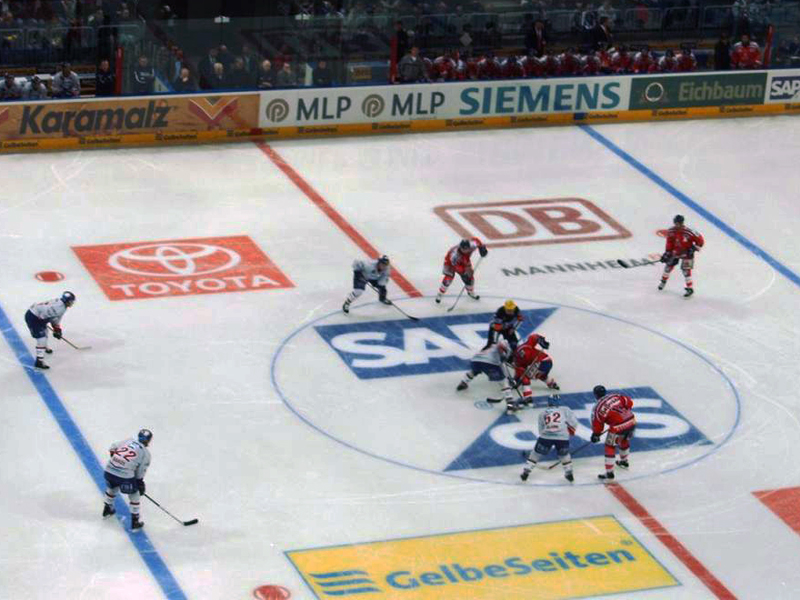
Вкидання в матчі з «Кассель Хаскіс» 2006

У сезоні 2006/07, команда виграла шостий титул в історії клубу, зробивши в тому сезоні дубль, вигравши Кубок Німеччини із хокею. Відвідуваність досягла 12 688 глядачів за матч.
22 березня 2008 «Адлер Мангайм» і «Кельн» встановили рекорд із найдовшої гри в європейській історії хокею. У третьому чвертьфінальному матчі плей-оф на Кельн Арені обидві команди провели 168:16 хвилин на льоду. Гра закінчилась за рахунку 5:4, а переможний гол Кельна закинув Філіп Гогулла. У світі це другий за тривалістю матч — лише один матч у НХЛ 1936 року тривав довше. Орли зрештою програли в серії 1:4.
У наступному році команда виступила невдало (4 місце в регулярному чемпіонаті), наслідком чого стало звільнення тренера Дейва Кінга. Сезон 2009/10 команда провела ще гірше, посівши дев'яте місце. Був звільнений тренер Дуг Мейсон, а на його місце прийшов Гарольд Крайс, який є хокейною легендою Мангайма.
2010/11 команда фінішувала на сьомому місці, а потім програла у плей-оф у чвертьфіналі Дюссельдорфу.
2011/12 команда посіла четверте місце, а у плей-оф досягла фіналу. В ньому брали участь два гіганти Німецької хокейної ліги, Мангайм та Берлін, які до того часу виграли по п'ять разів чемпіонат. Четвертий матч фінальної серії «орли» провели на власній арені. В останньому періоді вигравали з рахунком 5:2, та берлінці зрівняли рахунок, а в овертаймі закинули переможну шайбу. П'яту гру виграли столичні хокеїсти з рахунком 3:1. Таким чином, «орли» стали срібними призерами чемпіонату Німеччини.

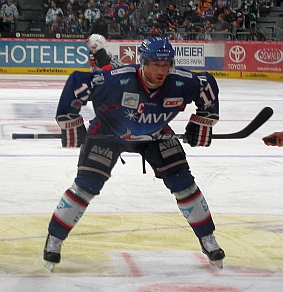
Маркус Кінк під час виконання буліту 2012

У сезоні 2012/2013 через локаут у НХЛ в клубі грали: Денніс Зайденберг (Бостон Брюїнс), Йохен Гехт, Джейсон Помінвіль (обидва з Баффало Сейбрс) і Марцель Гоч (Флорида Пантерс).
В сезоні 2013/2014, після кількох поразок, «Адлер Мангайм» та Гарольд Крайс розірвали контракт за взаємною угодою 31 грудня 2013. Наступником став Ганс Зак. Попередній раунд «орли» закінчили на 4-му місці, а в чвертьфіналі у серії плей-оф поступилися Кельнер Гайє 1:4 (0:1, 2:3 ОТ, 2:1 ОТ, 1:2, 1:2). Після невдачі в чвертьфіналі проти Кельну головний тренер Ганс Зак оголосив про свою відставку. Зака змінив Джефф Ворд, який 19 червня 2014 під час прес-конференції уклав контракт на три роки.
Сезон 2014/15 «орли» провели досить вдало. Головному тренеру Джеффу Ворду вдалося збалансувати склад команди, завдяки чому в регулярному сезоні Мангайму не було рівних, перше місце та 107 набраних очок. Досить сильно команда пройшла і серію плей-оф вибивши в чвертьфіналі «Нюрнберг Айс-Тайгерс» 4:1, не лишили жодних шансів «Грізлі Адамс Вольфсбург» у півфіналі 4:0 та переграли в фіналі «Інґольштадт» 4:2 при тому, що після перших трьох матчів вони поступались у серії 1:2.
У грудні 2015 клуб брав участь в Кубку Шпенглера.

## Досягнення
- Чемпіон Німеччини (8 разів) — 1980, 1997, 1998, 1999, 2001, 2007, 2015, 2019.
- Володар Кубка Німеччини (двічі) — 2003, 2007.

## Чемпіони Німеччини

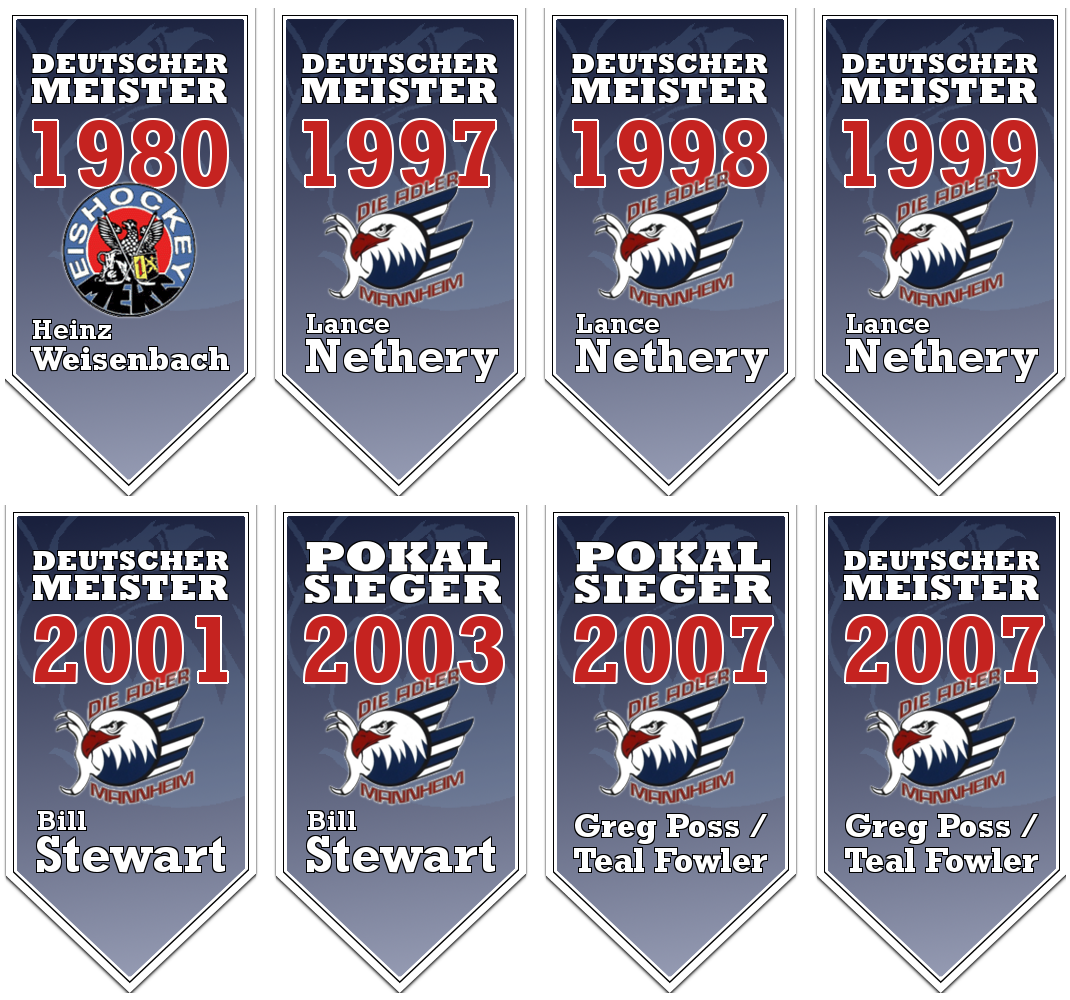
Чемпіонські банери над САП-Ареною

### 1980
- Воротарі: Еріх Вайсгаупт, Йоахім Каспер
- Захисники: Гарольд Крайс, Вернер Ян, Брент Міке, Богуслав Маліновський, Норберт Мундо
- Нападники: Маркус Кюхл, Рон Андрюфф, Холгер Майтінгер, Пітер Обреса, Манфред Вольф, Ден Джакалович, Пітер Ашерл, Еліас Ворлічек, Клаус Мангольд, Юрген Адамс, Йорґ Етц, Рой Роджер
- Тренери: Гайнц Вайзенбах

### 1997
- Воротарі: Йоахім Аппел, Майк Розаті
- Захисники: Гарольд Крейс, Пол Стантон, Крістіан Лукес, Роберт Нарделла, Александер Ердманн, Стефан Ріше, Мартін Ульріх, Майк Піллігрімс
- Нападники: Стів Торнтон, Маріо Ґеріґ, Павел Гросс, Дейв Томлінсон, Денієл Кербер, Роберт Ціметта, Франсуа Ґей, Йохен Гехт, Флоріан Келлер, Тілл Фезер, Філіпп Бозон, Томмі Хартогс, Александер Серіков, Крістіан Пуже, Дітер Кальт, Пол Бералдо
- Тренери: Ленс Нетері

### 1998
- Воротарі: Клаус Мерк, Майк Розаті, Крістіан Кюнаст
- Захисники: Даррен Румбле, Гордон Хайнс, Пол Стантон, Крістіан Лукес, Майк Посма, Крістофер Фелікс, Александер Ердманн, Стефан Ріше, Мартін Ульріх, Майк Піллігрімс
- Нападники: Маріо Ґеріґ, Павел Гросс, Дейв Томлінсон, Роберт Ціметта, Франсуа Ґей, Йохен Гехт, Філіпп Бозон, Александер Серіков, Крістіан Пуже, Дітер Кальт, Оле Ескіл Дальстрем, Майк Хадсон, Деніс Шасе, Рон Паско, Даніель Маруа, Філіпп Шумахер
- Тренери: Ленс Нетері

### 1999
- Воротарі: Свен Рампф, Павел Цагаш, Денні Лоренц, Гельмут да Рааф
- Захисники: Гордон Хайнс, Пол Стантон, Крістіан Лукес, Стефан Ріше, Майк Піллігрімс, Рід Сімонтон, Дені Перез, Майкл де Анджеліс, Брайн Тутт
- Нападники: Марк Етц, Павел Гросс, Дейв Томлінсон, Філіпп Бозон, Александер Серіков, Крістіан Пуже, Майк Хадсон, Рон Паско, Філіпп Шумахер, Кевін Мехм, Джейсон Янг, Майк Стівенс, Ян Алстон, Джексон Пенні
- Тренери: Ленс Нетері

### 2001
- Воротарі: Майк Розаті, Роберт Мюллер, Гельмут да Рааф
- Захисники: Крістіан Лукес, Стефан Ріше, Гордон Хайнс, Денніс Зайденберг, Міхаель Бакош, Ів Расін, Франсуа Ґей, Енді Роач, Бред Берген
- Нападники: Марк Етц, Дейв Томлінсон, Рон Паско, Майк Стівенс, Джексон Пенні, Стів Юнкер, Вейн Хайнс, Девін Едгертон, Марк Педерсон, Георг Хессель, Тод Глушко, Ян Алстон, Жан-Франсуа Жомфе, Данієл Хільперт, Кріс Штраубе
- Тренери: Білл Стюарт

### 2007
- Воротарі: Жан-Марк Пельтьє, Ілпо Кауханен, Денні аус ден Біркен, Роберт Мюллер
- Захисники: Блек Слоан, Свен Бутеншон, Паскаль Трепаньє, Франсуа Бушард, Мартін Анчічка, Фелікс Петерманн, Штефан Ретцер
- Нападники: Натан Робінсон, Едуард Левандовські, Джейсон Ясперс, Томаш Мартінець, Крістоф Улльманн, Рене Корбе, Колін Форбс, Ріко Фата, Джеф Шатц, Франсуа Метьє, Ронні Арендт, Маркус Кінк, Рік Жирар, Фабіо Карчіола, Саша Бланк
- Тренери: Грег Посс — гол. тренер, Тіл Фаулер — пом. гол. тренера

### 2015
- Воротарі: Денніс Ендрас, Філіп Лер, Юрій Цифзер
- Захисники: Сінан Акдаг, Домінік Біттнер, Крістофер Фішер, Куртіс Фостер, Ніколай Гоч, Боббі Реймонд, Деніс Ройль, Денні Річмонд, Стів Вагнер
- Нападники: Александер Аккерманн, Ронні Арендт, Мартін Бугвайзер, Йохен Гехт, Мірко Геффлін, Кай Госпельт, Андре Джордей, Маркус Кінк, Франк Мауер, Глен Метрополіт, Маттіас Плахта, Джон Реолт, Джеймі Тардіф, Крістоф Улльманн, Брендон Іп
- Тренери: Джефф Ворд — гол. тренер, Джей Ліч — пом. гол. тренера, Крейг Вуудкрофт — пом. гол. тренера